# Thân vương quốc Hungary
Công quốc Hungary hoặc Thân vương quốc Hungary (tiếng Hungary: Magyar Nagyfejedelemség: "Đại Thân vương quốc Hungary") là nhà nước của người Hungary được ghi nhận sớm nhất ở bồn địa Pannonia, được thành lập 895 hoặc 896, sau cuộc chinh phục của người Hungary thế kỷ thứ 9 ở bồn địa Pannonia.
Người Hung, một dân tộc bán du mục thành lập một liên minh bộ lạc do Árpád lãnh đạo, đến từ Etelköz, nơi là công quốc trước đây của họ ở phía đông bồn địa Pannonia.
Trong thời kỳ này, quyền lực của Đại thân vương Hungary dường như đang giảm đi bất kể thành công của các cuộc tấn công quân sự của người Hungary trên khắp châu Âu. Các lãnh thổ bộ lạc được cai trị bởi các lãnh chúa Hungary (thủ lĩnh) đã trở thành các thể chế chính trị bán độc lập (ví dụ, các lãnh địa của Gyula Em ở Transylvania). Những lãnh thổ này đã được hợp nhất một lần nữa chỉ dưới sự cai trị của St. Stephen. Dân số Hungary bán du mục chấp nhận cuộc sống định cư. Xã hội theo thủ lĩnh đã thay đổi thành một xã hội nhà nước. Từ nửa sau thế kỷ thứ 10, Kitô giáo bắt đầu lan rộng. Công quốc được thành công bởi Vương quốc Cơ đốc giáo Hungary với sự đăng quang của St Stephen I tại Esztergom vào ngày Giáng sinh 1000 (ngày thay thế của nó là ngày 1 tháng 1 năm 1001).
Lịch sử Hungary gọi toàn bộ thời kỳ từ 896 đến 1000 là "thời đại công quốc".

## Tên
Tên dân tộc của liên minh bộ lạc Hungary là không chắc chắn. Theo một quan điểm, theo mô tả của Anonymousus, liên minh được gọi là "Hetumoger / Bảy người Magyar" ("VII Princales Persone qui Hetumoger dicuntur", "bảy công tước được gọi là Seven Magyars"), mặc dù từ "Magyar" có thể xuất phát từ tên của bộ lạc Hungary nổi bật nhất là Megyer. Tên bộ lạc "Megyer" đã trở thành "Magyar" để chỉ toàn bộ người Hungary. Các nguồn viết được gọi là "Người Hungary" gốc Magyar trước khi chinh phục lưu vực Carpathian khi họ vẫn sống trên thảo nguyên Đông Âu (năm 837 "Ungri" được đề cập bởi Georgius Monachus, trang 862 "Ungri" của Annales Bertiniani, vào năm 881 "Ungari" bởi Annales ex Annalibus Iuvavensibus).
Trong các nguồn từ Đế quốc Đông La Mã đương thời được viết bằng tiếng Hy Lạp, đất nước này được gọi là "Tây Tourkia" trái ngược với Đông hay Khazar Tourkia. Người Do Thái Hasdai ibn Shaprut khoảng năm 960 gọi chính thể là "vùng đất của Hungrin" (vùng đất của người Hung) trong một bức thư gửi Joseph của người Khazar.

## Lịch sử

### Bối cảnh

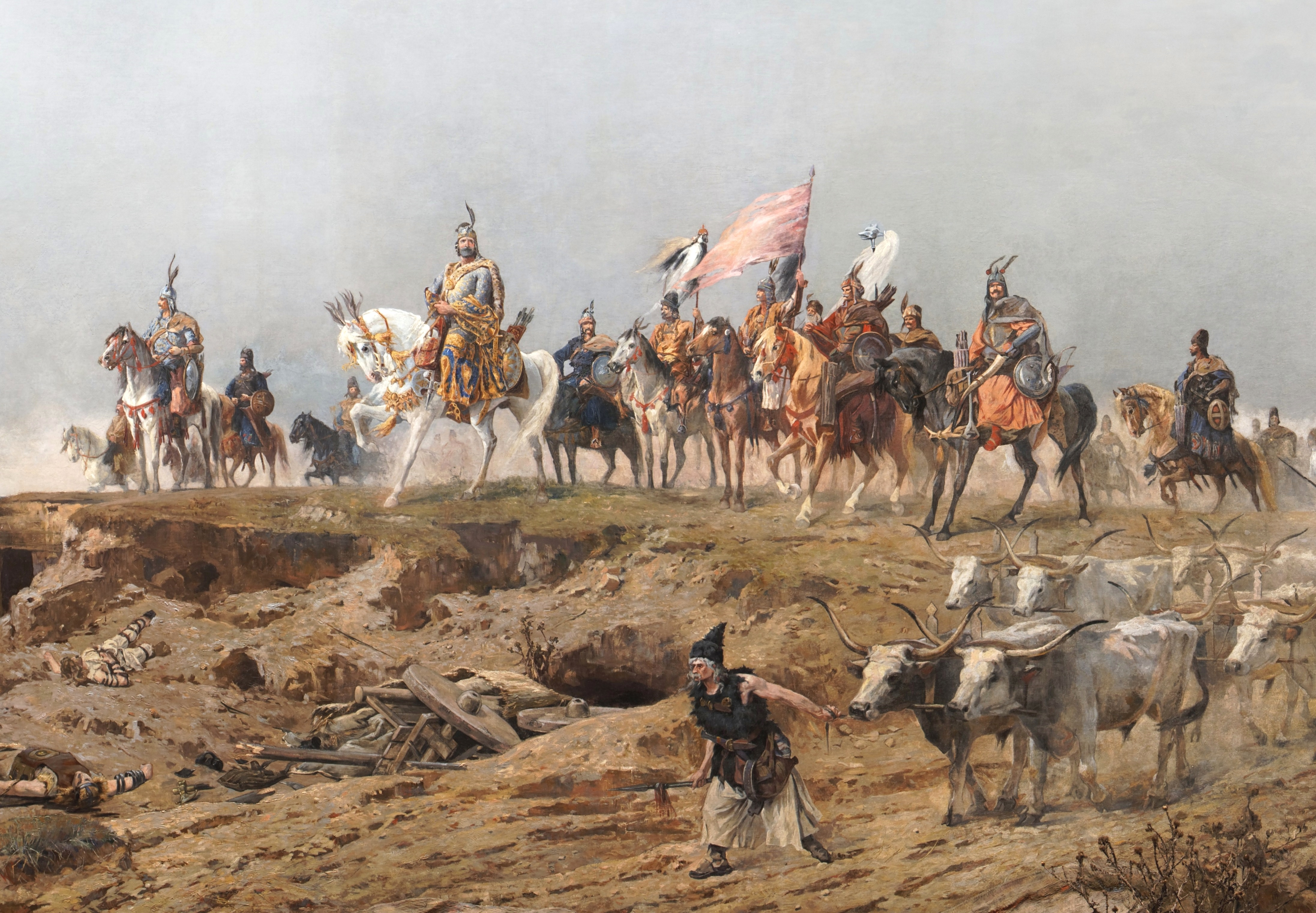
Một bức tranh về Người Hung đến, Árpád Feszty, xung quanh là các tùy tùng của ông ta (1800 m²), được vẽ kỷ niệm 1000 năm cuộc chinh phạt của người Magyar ở Hungary, hiện được trưng bày tại công viên quốc gia Ópusztaszer ở Hungary

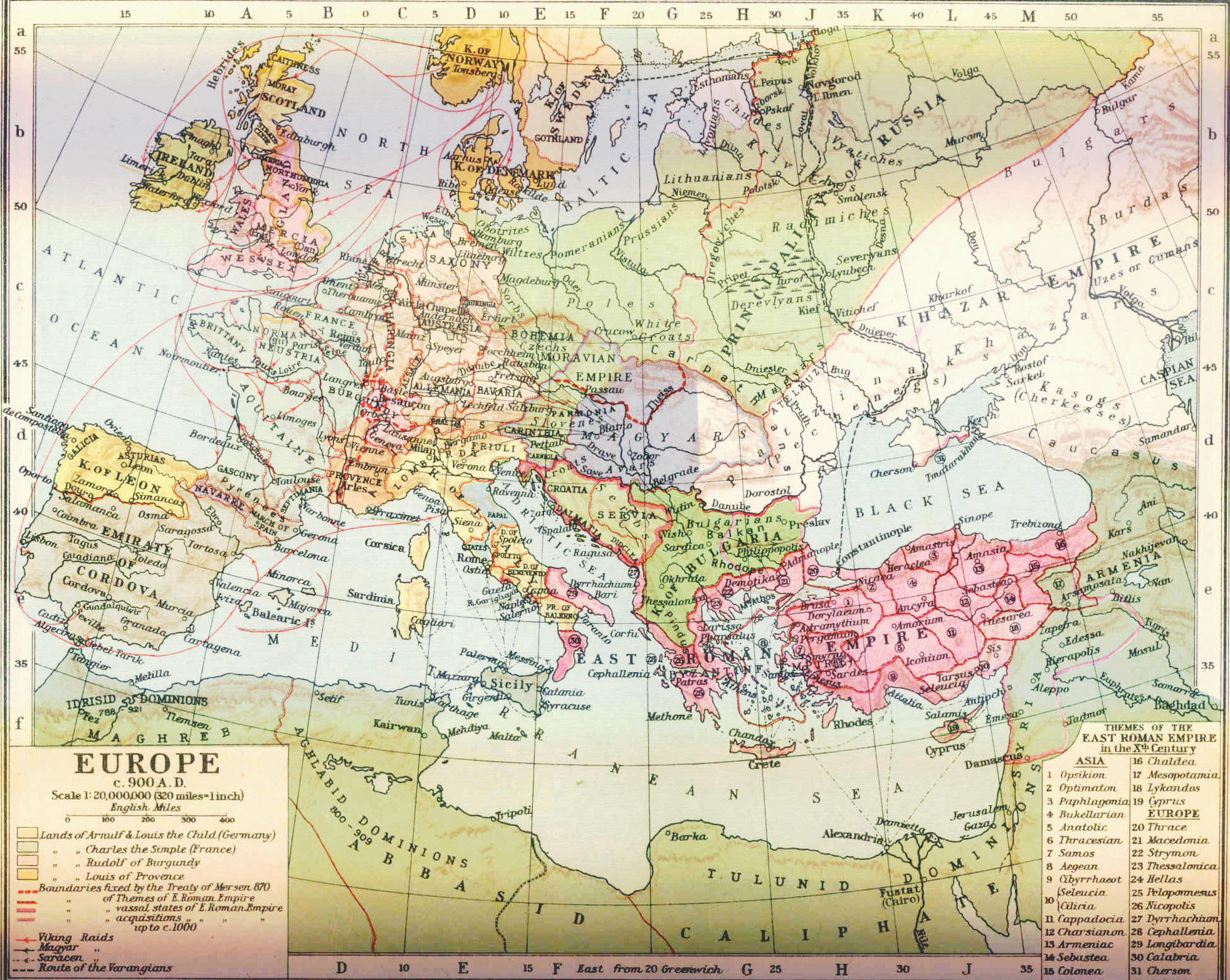
Châu Âu khoảng năm 900

Trước thềm sự xuất hiện của người Hung (Magyar), khoảng năm 895, Đông Francia, Đệ Nhất Đế quốc Bulgaria và Đại Moravia (một quốc gia chư hầu của Đông Francia) cai trị lãnh thổ của lưu vực Carpathian. Người Hungary có nhiều kiến thức về khu vực này vì họ thường được thuê làm lính đánh thuê bởi các thể chế chính trị xung quanh và đã lãnh đạo các chiến dịch của riêng họ trong khu vực này trong nhiều thập kỷ. Khu vực này đã được dân cư thưa thớt kể từ khi Charlemagne phá hủy nhà nước Avar năm 803, và người Magyar (Hungary) có thể di chuyển một cách bình yên và hầu như không bị ảnh hưởng. Những người Hungary mới được thống nhất do Árpád lãnh đạo đã định cư ở Bồn địa Pannonia từ năm 895. Thân vương quốc Balaton, một quốc gia chư hầu Đông Francia ở Transdanubia, đã bị khuất phục trong một chiến dịch của Hungary theo hướng Ý khoảng 899. Đại Moravia đã bị tiêu diệt từ năm 902 đến 907 và một phần của nó, Thân vương quốc Nitra đã trở thành một phần của nhà nước Hungary. Các phần phía đông nam của Bồn địa Pannonia nằm dưới sự cai trị của Đệ Nhất Đế quốc Bulgaria nhưng người Bulgaria đã mất quyền thống trị do cuộc chinh phạt của người Hungary. Sự kiểm soát trước khi người Hungary định cư trên lãnh thổ Solitudo Avarorum (phần lớn là phía bắc của đồng bằng Đại Hungary), nơi tàn dư của người Avar sống vẫn chưa được làm rõ hoàn toàn.

### Thành tựu quân sự
Công quốc với tư cách là một nhà nước chiến binh, với sức mạnh quân sự mới được tìm thấy, đã tiến hành các cuộc đột kích mạnh mẽ từ Constantinople đến miền trung Tây Ban Nha. Ba đội quân đế quốc Francia chính đã bị người Hung đánh bại chóng vánh trong khoảng thời gian từ 907 đến 910. Người Hungary đã thành công trong việc mở rộng biên giới trên thực tế Bavaria-Hungary sang sông Enns (cho đến năm 955), và công quốc không bị tấn công từ hướng này trong 100 năm sau trận Pressburg. Các chiến dịch của người Hungary không liên tục kéo dài đến năm 970, nhưng hai thất bại quân sự vào năm 955 (Trận Lechfeld) và 970 (Trận Arcadiopolis) đã đánh dấu một sự thay đổi trong sự tiến hóa của công quốc Hungary.

### Chuyển đổi

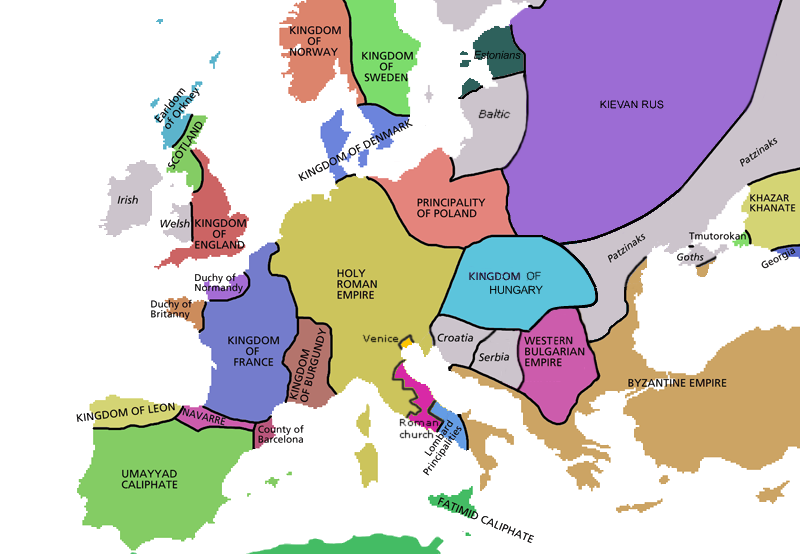
Công quốc Hungary năm 998 sau Công nguyên

Sự thay đổi từ một xã hội theo thủ lĩnh được xếp hạng thành một xã hội nhà nước là một trong những phát triển quan trọng nhất trong thời gian này. Ban đầu, người Magyar vẫn giữ lối sống bán du mục, vẫn chuyển gia súc lên núi trong mùa hè: họ sẽ di cư dọc theo một con sông giữa mùa đông và mùa hè, tìm nước cho gia súc. Theo lý thuyết của Györffy bắt nguồn từ placenames, khu phố mùa đông của Árpád - rõ ràng sau khi ông chiếm Pannonia vào năm 900- có thể ở 'Árpádváros' (thị trấn của Árpád), giờ là một quận của Pécs và là khu phố mùa hè của ông. - đã ở trên đảo Csepel. Sau đó, các khu phố mùa hè mới của ông đã ở Csallóköz ] theo lý thuyết này, tuy nhiên vị trí chính xác của trung tâm ban đầu của nhà nước đang gây tranh cãi. Theo Gyula Kristó, trung tâm nằm giữa sông Danube và Tisza, nhưng những phát hiện khảo cổ cho thấy nó nằm ở một vị trí nào đó trong khu vực Thượng lưu Tisza.
De Adecrando Imperio của Constantine VII, được viết vào khoảng năm 950 sau Công nguyên, cố gắng xác định chính xác toàn bộ vùng đất của người Hung hay còn gọi là người Tourkia. Constantine đã mô tả các cư dân trước đây ở Hungary (như người Moravia), mô tả các khu định cư và những hàng xóm Hungary đầu tiên, và các con sông Hungary (Temes, Maros, Körös, Tisza, Tutisz). Constantine có nhiều kiến thức hơn về các phần phía đông của Hungary; do đó, theo một lý thuyết, Tourkia không có nghĩa là vùng đất của toàn liên minh, mà là một khu định cư của bộ lạc và nguồn gốc của mô tả về Hungary có thể là Gyula có bộ lạc cư ngụ năm con sông vào khoảng năm 950. Theo một giả thuyết khác, chủ yếu dựa trên mô tả của Constantine, người Hungary bắt đầu thực sự định cư ở phía tây Hungary (Transdanubia) chỉ sau năm 950, bởi vì phần phía đông của đất nước phù hợp hơn với lối sống du mục.
Do hoàn cảnh kinh tế thay đổi, đồng cỏ không đủ để hỗ trợ một xã hội du mục và không thể tiếp tục, lối sống Hungary bán du mục bắt đầu thay đổi và người Magyar chấp nhận một cuộc sống ổn định và chuyển sang làm nông nghiệp mặc dù bắt đầu sự thay đổi này có thể có từ thế kỷ thứ 8. Xã hội trở nên đồng nhất hơn: người Slav địa phương và các quần thể khác sáp nhập với người Hung. Các thủ lĩnh bộ lạc Hungary và các bộ tộc của họ đã thành lập các trung tâm kiên cố trong nước và sau đó các lâu đài của họ trở thành trung tâm của các hạt. Toàn bộ hệ thống các làng Hungary phát triển vào thế kỷ thứ 10.
Fajsz và Taksony, hai Đại Công tước Hungary bắt đầu cải tổ cấu trúc quyền lực. Họ đã mời các nhà truyền giáo Kitô giáo lần đầu tiên và xây dựng pháo đài. Taksony đã bãi bỏ trung tâm cũ của công quốc Hungary (có thể tại Thượng Tisza) và tìm kiếm những nơi mới ở Székesfehérvár và Esztergom. Taksony cũng giới thiệu chế độ nghĩa vụ quân sự kiểu cũ, thay đổi vũ khí của quân đội và thực hiện các cuộc tái định cư có tổ chức quy mô lớn của người Hungary.
Sự hợp nhất của nhà nước Hungary bắt đầu từ thời Géza. Sau trận chiến Arcadiopolis, Đế quốc Byzantine là kẻ thù chính của người Hung. Việc Đế quốc Byzantine bành trướng đe dọa người Hungary vì Đệ nhất Đế quốc Bulgaria bị khuất phục đã liên minh với người Magyar tại thời điểm đó. Tình hình trở nên khó khăn hơn đối với công quốc khi Đế quốc Byzantine và Đế quốc La Mã thần thánh đã liên minh vào năm 972. Năm 973, mười hai đặc phái viên Magyar lừng lẫy, người mà Géza có lẽ đã bổ nhiệm, đã tham dự cuộc họp Nghị viện do Otto I, Hoàng đế La Mã thần thánh tổ chức. Géza thiết lập mối quan hệ chặt chẽ với triều đình Bavaria, mời các nhà truyền giáo và kết hôn với con trai của ông với Gisela, con gái của Công tước Henry II. Géza của triều đại Árpád, Đại Công tước Hungary, người chỉ cai trị một phần lãnh thổ thống nhất, lãnh chúa danh nghĩa của cả bảy bộ lạc Magyar, dự định hợp nhất Hungary vào Kitô giáo Tây Âu, xây dựng lại nhà nước theo mô hình chính trị và xã hội phương Tây. Con trai cả của Géza, St Stephen (István, Stephen I của Hungary) đã trở thành Quốc vương đầu tiên của Hungary sau khi đánh bại người chú Koppány, người cũng muốn giành ngai vàng. Sự thống nhất của Hungary, nền tảng của nhà nước Kitô giáo và sự chuyển đổi sang chế độ quân chủ phong kiến châu Âu đã được thực hiện bởi Stephen.

### Kitô giáo hóa
Nhà nước Hungary mới ở biên giới với các nước theo đạo Cơ-đốc. Từ nửa sau thế kỷ thứ 10, Kitô giáo phát triển mạnh mẽ khi các nhà truyền giáo Công giáo đến từ Đức. Từ năm 945 đến 963, những người nắm giữ văn phòng chính của Công quốc (Gyula và Horka) đã đồng ý chuyển đổi sang Cơ đốc giáo. Năm 973 Géza I và tất cả các gia đình của ông đã được rửa tội và một nền hòa bình chính thức được ký kết với Hoàng đế Otto I; tuy nhiên về cơ bản, ông vẫn là người ngoại đạo ngay cả sau khi chịu phép báp têm: Géza đã được cha mình là Taksony giáo dục như một hoàng tử ngoại giáo. Tu viện Benedictine đầu tiên của Hungary được thành lập năm 996 bởi Hoàng tử Géza. Trong triều đại của Géza, quốc gia đã từ bỏ lối sống du mục và trong vài thập kỷ sau trận chiến Lechfeld, Hungary đã trở thành một vương quốc Kitô giáo.

## Tổ chức nhà nước
Cho đến năm 907 (hoặc 904), nhà nước Hungary nằm dưới sự cai trị chung (có lẽ được thông qua từ người Khazar). Vương quyền đã được phân chia giữa vua thánh (một số nguồn báo cáo các danh hiệu "Thân vương" hoặc "khan") hay Kende và nhà lãnh đạo quân sự hay gyula. Người ta không biết vai trò nào trong hai vai trò được giao cho Árpád và vai trò nào cho Kurszán. Có thể, sau cái chết của Kende Kurszán, chức vụ này đã chấm dứt và Árpád trở thành người cai trị duy nhất của công quốc. Constantine porphyrogennetos của Đông La Mã gọi là Árpád "ho megas Tourkias archon" (Đại Thân vương Tourkia), và tất cả các thân vương thế kỷ thứ 10 cai trị đất nước giữ danh hiệu này. Theo thâm niên họ nội gần nhất, các thành viên lớn tuổi nhất của gia tộc cầm quyền được thừa hưởng công quốc. Các Đại Thân vương của Hungary có lẽ không nắm giữ quyền lực vượt trội bởi vì trong các chiến dịch quân sự ở phía tây và phía nam, quyền lực vương quyền mạnh mẽ ban đầu đã giảm. Hơn nữa, các tư liệu không đề cập đến các Đại Thân vương trong nửa đầu thế kỷ thứ 10, ngoại trừ trong một trường hợp, trong đó họ đề cập đến Taksony là 'công tước Hungary' (Taxis-dux, dux Tocsun) vào năm 947. Vai trò của các nhà lãnh đạo quân sự (Bulcsú, Lél) ngày càng có ý nghĩa. [52] Các thân vương của nhà Árpád mang tên tiếng Thổ cũng như phần lớn các bộ lạc Hungary.

### Chức danh
- Kende (trong các nguồn tiếng Ả Rập) hoặc megas archon (trong các nguồn Byzantine), rex (trong các nguồn Latin), Đại Thân vương Hungary (sau 907 CE)
- Gyla hoặc djila (gyula) hoặc Thân vương (trong các nguồn phương tây), nhà lãnh đạo quân sự[52] (hạng hai),[52] Đại Thân vương Hungary[52]
- Horca, Kharkov, thẩm phán[54] (hạng ba)[52]

## Dân số
Có nhiều ước tính khác nhau về quy mô dân số của đất nước trong thế kỷ thứ 10, dao động từ 250.000 đến 1.500.000 vào năm 900 sau Công nguyên. Không có bằng chứng khảo cổ nào cho thấy các quý tộc Hungary sống trong các lâu đài vào thế kỷ thứ 10. Khảo cổ học chỉ tiết lộ một tòa nhà kiên cố có niên đại từ cuối thế kỷ thứ 9 (lâu đài Mosapurc). Chỉ có các cuộc khai quật của các tòa nhà thế kỷ 11 đưa ra bằng chứng nhất định về việc xây dựng lâu đài. Tuy nhiên, kết quả của các cuộc khai quật ở Borsod có thể ám chỉ rằng các linh mục và quý tộc sống trong những ngôi nhà bằng đá sớm nhất là vào thế kỷ thứ 10. Các nhà địa lý Hồi giáo đã đề cập rằng người Hungary sống trong lều. Bên cạnh những chiếc lều, những người dân thường sống trong những ngôi nhà hầm hố, mặc dù có bằng chứng khảo cổ về sự xuất hiện của các loại nhà gỗ nhiều phòng và bằng đá.

## Lý thuyết xa hơn
Một số nhà sử học tin rằng người của Công tước Árpád đã nói tiếng Thổ và người Magyar đã ở bồn địa từ năm 680. Lập luận chính của họ là nghĩa trang của những người mới đến quá nhỏ, cho thấy dân số không đủ lớn để biến Magyar thành ngôn ngữ thống trị ở bồn địa. Tuy nhiên, có vẻ như Árpád đã lãnh đạo bộ lạc Megyer và sẽ rất khó khăn nếu bộ lạc Megyer nói tiếng Thổ của người Bulgar. Về nguyên tắc, bất cứ điều gì cũng có thể xảy ra trong sự cộng sinh.